# ビゼンティ
ビゼンティ（イタリア語: Bisenti）は、イタリア共和国アブルッツォ州テーラモ県にある、人口約1,900人の基礎自治体（コムーネ）。

## 地理

### 位置・広がり

#### 隣接コムーネ
隣接するコムーネは以下の通り。括弧内のPEはペスカーラ県所属を示す。
- アルシータ
- カステル・カスターニャ
- カステッリ
- カスティリオーネ・メッセール・ライモンド
- チェッリーノ・アッタナージオ
- チェルミニャーノ
- ペンネ (PE)

## 行政

### 分離集落
ビゼンティには、以下の分離集落（フラツィオーネ）がある。
- Acquadosso, Bivio Castelli, Campo di Pizzo, Campo Male, Case Cascignoli, Chioviano Alto, Chioviano Basso, Ciandò, Cipollone, Colle Ceci, Colle Marmo, Colle Paradiso, Piane Grande, Piano del Moro, Piedifinati, Rufiano, San Martino, San Nicola, San Pietro, San Savino, Scipione, Troiano, Villa Falone